# One of the Girls
One of the Girls è un singolo del cantante canadese The Weeknd, della cantante e rapper sudcoreana Jennie e dell'attrice franco-statunitense Lily-Rose Depp, pubblicato l'8 dicembre 2023 come unico estratto dall'EP The Idol Episode 4 (Music from the HBO Original Series).

## Tracce
Testi e musiche di Abel Tesfaye, Lily-Rose Depp, Mike Dean, Ramsey e Sam Levinson.
1. One of the Girls – 4:04
2. One of the Girls (Sped Up) – 3:35
3. One of the Girls (Slowed) – 5:05
4. One of the Girls (Instrumental) – 4:04
5. One of the Girls (A Cappella) – 4:09

## Formazione
- The Weeknd – voce, produzione
- Jennie – voce
- Lily-Rose Depp – voce
- Mike Dean – produzione, missaggio, mastering
- Sage Skolfield – produzione aggiuntiva, ingegneria del suono, missaggio, ingegneria del suono aggiuntiva
- Tommy Rush – registrazione

## Classifiche

### Classifiche settimanali
| Classifica (2023-24) | Posizione massima |
| -------------------- | ----------------- |
| Arabia Saudita       | 15                |
| Australia            | 30                |
| Austria              | 72                |
| Brasile              | 64                |
| Canada               | 29                |
| Emirati Arabi Uniti  | 4                 |
| Filippine            | 9                 |
| Francia              | 110               |
| Germania             | 53                |
| Grecia               | 3                 |
| India                | 3                 |
| Indonesia            | 2                 |
| Irlanda              | 33                |
| Lettonia             | 10                |
| Libano               | 7                 |
| Lituania             | 6                 |
| Malaysia             | 1                 |
| Medio Oriente        | 6                 |
| Norvegia             | 21                |
| Nuova Zelanda        | 28                |
| Paesi Bassi          | 66                |
| Panama               | 26                |
| Polonia              | 40                |
| Portogallo           | 23                |
| Regno Unito          | 21                |
| Repubblica Ceca      | 89                |
| Singapore            | 5                 |
| Slovacchia           | 35                |
| Stati Uniti          | 51                |
| Svezia               | 26                |
| Svizzera             | 45                |
| Vietnam              | 6                 |

### Classifiche di fine anno
| Classifica (2024) | Posizione |
| ----------------- | --------- |
| Australia         | 51        |
| Canada            | 89        |
| Filippine         | 34        |
| India             | 3         |
| Portogallo        | 40        |